# 탈린 트롤리버스

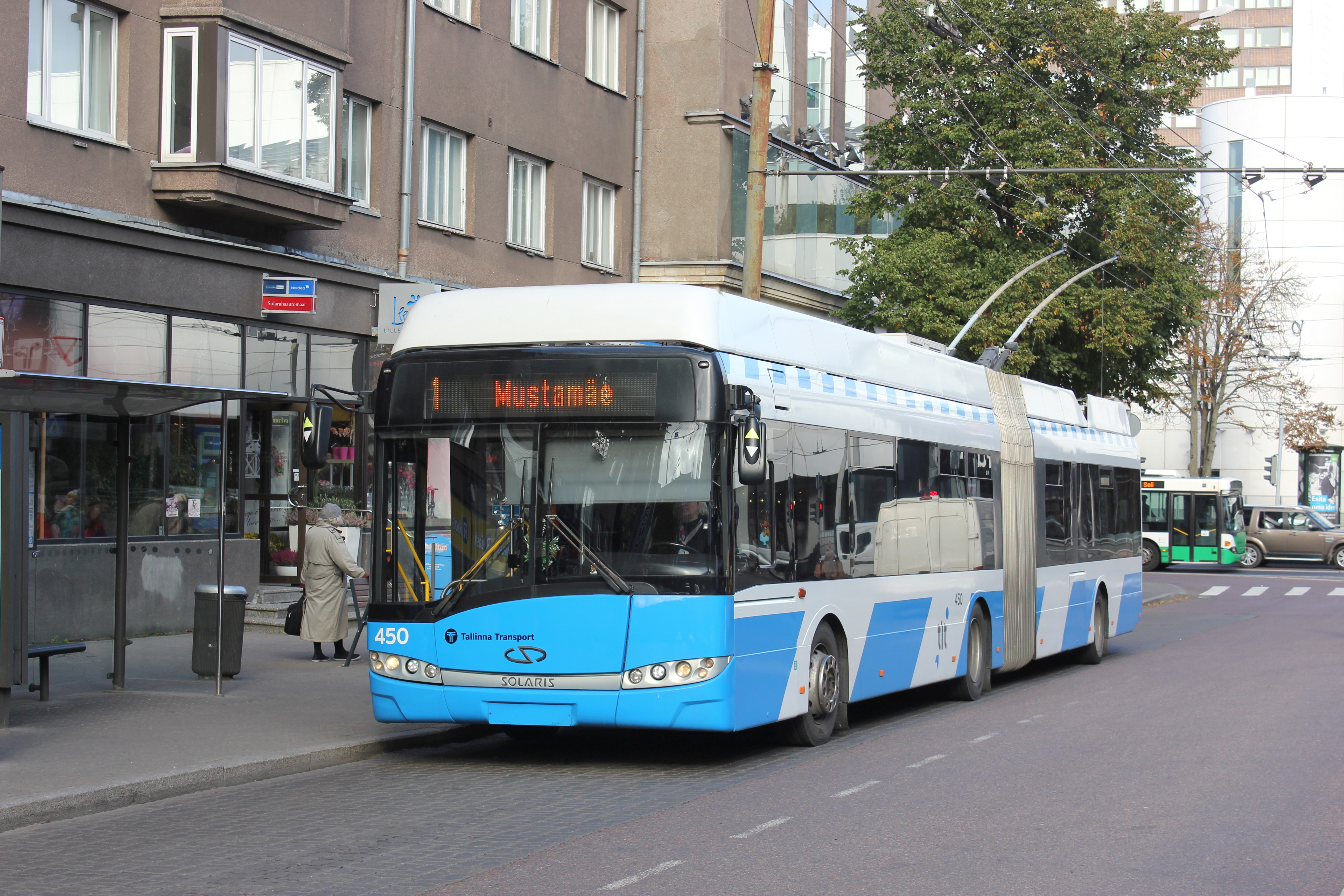
탈린 트롤리버스

탈린 트롤리버스(에스토니아어: Tallinna trollibussiliiklus)는 에스토니아 탈린에서 운영되는 트롤리버스 시스템이다. 1965년에 개통하였다. 탈린 노면전차, 노선 버스와 함께 탈린 교통 회사(Tallinna Linnatranspordi)가 운영한다. 2024년 11월 1일부터 운행을 휴지하고 있다.